# La Grande Récré (film)
Pour les articles homonymes, voir La Grande Récré.
Pour plus de détails, voir Fiche technique et Distribution.
La Grande Récré est un film franco-canadien réalisé par Claude Pierson, sorti en 1976.

## Synopsis
Des promoteurs immobiliers viennent visiter le vieux Montmartre dans le but de tout reconstruire. Effrayés de perdre leur quartier, Paulo et Jacky s'empressent de monter un mouvement de résistance...

## Fiche technique
Source IMDb
- Titre français : La Grande Récré
- Réalisation : Claude Pierson
- Scénario : Huguette Boisvert
- Musique : José Berghmans
- Production : Nicole M. Boisvert
- Pays d'origine :  France et  Canada
- Format : couleur - 35 mm - Mono
- Durée : 97 minutes
- Genre : comédie
- Date de sortie : 
  - France : 17 mars 1976

## Distribution
Source IMDb
- Paul Préboist : Paulo
- Jacques Préboist : Jacky
- Michel Galabru : Le commissaire
- Roger Carel : Le pharmacien
- Marco Perrin : Monsieur Bouillou
- Monique Tarbès : Madame Tardieu
- Georges Aminel : Monsieur prêcheur
- Christian Marin : Le gardien de la paix
- Georges Chamarat : Le clochard
- Gabriel Bacquier : Caruso
- Yves Pignot : L'instituteur
- André Badin : Un Promoteur
- Philippe Castelli : Un Promoteur
- Georges Guéret
- Michel Leeb : Le Président (voix)
- Robert Sandrey
- Jean-Pierre Zola
- Daniel Parienti